# Chiesa dei Santi Andrea e Lucia (Ripoli)
La chiesa dei Santi Andrea e Lucia è un edificio religioso situato a Ripoli, nel comune di Cascina, in provincia di Pisa.

## Storia
Di fondazione medievale, la chiesa fu almeno dal XIV secolo di patronato dei Compagni (o da Compagno) che edificarono anche l'adiacente rocca. Totalmente riedificata per volontà del curato Valerio Petrelli, fu consacrata nel 1726.

## Architettura
La semplice struttura esterna in laterizio con portali finestre e stemmi in pietra serena cela un interno assai ricco, con altare in marmo policromo e stucchi e tele settecentesche di Ranieri del Pace, Giovan Domenico Pucci, Giuseppe Tais.
Trecentesco è il polittico con la Madonna col Bambino e santi di Barnaba da Modena, raffigurante la Vergine che allatta il Bambino, contornata da angeli e santi.